# 日の神論争
日の神論争（ひのかみろんそう）とは1786年（天明6年）から1787年（天明7年）にかけて本居宣長と上田秋成のあいだで書簡を通して交わされた国学上の論争である。具体的には日の神、すなわち天照大御神をめぐる論争を指す。

## 概要
国学は『古事記』や『日本書紀』が成立した当時の言葉で読むことを通じ、古代の日本人の心である古道をあきらかにしようとする学問である。本居宣長、上田秋成ともに国学者の学統に連なる。宣長は漢意（からごころ）を否定し、日本人の心を明らかとし、人間解放への道を拓き、国民的倫理の確立を真面目に希求した。同時に粗雑な皇国思想を主張したため都市のブルジョワ文化サロンの一人であった秋成が「臭み」として批判、ここから論争に至った。
日の神論争は両者の応酬を宣長が論点ごとにアレンジして成った『珂刈葭（かがいか）』に収録されている。『珂刈葭』前編は古代日本語に「n（ん）」の撥音があったか、なかったかをめぐる論争が、後編は『鉗狂人』に対する秋成の評と宣長の弁がある。以降は『珂刈葭』後編に拠る。

## 発端
1781年（天明元年）京都の国学者、藤貞幹は『衝口発（發）』において神武天皇は呉の泰伯の子孫である、また神代紀の年数は荒唐無稽であるなどを書いた。宣長は貞幹を狂人と決めつけ鎖につなぐという意味の『鉗狂人』（1785年）を著して批判をした。
秋成は『鉗狂人』を読むと宣長に書簡を送った。文章の冒頭は「狂人（貞幹）鉗せらるゝ共、反て其罪に伏せざるべし。しばらく此鉄索を放べ、他日、本心を待て、再糺問せむもの歟。今是を見るに忍びず、代りて其一二を陳せむとす。唯恐らくは己連索せられむことを。大人（うし。宣長）希くは哀憐を垂よ」であった。ここから論争が始まった。

## 論争の前段
前述したように貞幹は『衝口発』において神代紀の年数の記述を荒唐無稽と否定した。具体的には「本邦上古之世ヲ天神七代地神五代ト名テ国史以下ノ書ニ神代ト云フ。神武記ニ此間ヲ一百七十九万二千四百七十余歳トス。此年固ヨリ論ズルニタラズ」とした。これに対して宣長は『鉗狂人』で否定をした。以下は宣長の批判に対する秋成の意見である。
国学において古書にあって不可知なものはそのまま不可知であり、道徳観念で否定をした貞幹は間違っている。
朱子学は宇宙を構成する要素を明らかとし、その上で人間の仕組みを説き、道徳に従うことがあるべき形とした。18世紀当時のアジアでは日本を含めて政治から人文までのあらゆる万物が道徳観念で解釈をされた。神話は古代の人が感じた不可思議なことを神々に仮託して変えたお話、寓話、アレゴリーと朱子学が解釈をしたのに対し、宣長も秋成も神話はそのまま神話であり観念論からの解釈をしない立場にいた。
そこには実証的、相対的な立場から朱子学を否定。政治や学問を道徳から解放した日本の伊藤仁斎、山鹿素行、荻生徂徠ら古学派の影響がみえる。しかし秋成は貞幹が疑問をもった背景として古書への疑問も挙げた。すなわち『古事記』と『日本書紀』の伝説に異同がある点は指摘した。
具体的には「太古の伝説といふにも、後に撰する人の聞もらせし事も有歟。或は私意以て淘汰せし事も有しにや。二記の伝説、異同少からず。然は疑うへからすと云共、猶疑念の休ム時もあらしとおほゆ」とした。これに対して宣長の返事は以下の如くである。
遠長とは『古事記』における天皇の年齢が137歳（神武天皇）や168歳（崇神天皇）とある点を指す。不足論とは貞幹の此年固ヨリ論ズルニタラズという発言を指す。
古書も人の書いた書であり筆者の取捨選択、知識の有無、好悪の感情が入り込む。『記紀』に異同があればおかしいというべき。その点を問うた秋成に対し、宣長は古書に疑いがあるからといってすべてを否定すべきではない。異同があるのは自然なことという返事をした。小林秀雄は『本居宣長』のなかで宣長の逃げ口上ととられても仕方なかったとした。

## 日の神論争
『鉗狂人』の中で、宣長は天照大御神が四海万国を照しますと発言をした。秋成は宣長への書簡で疑問を投げた。ここから日の神論争が始まる。天照大御神が世界を照らす太陽とする神話解釈は正しいのか、それとも正しくないのか。秋成は正しくないとした。以下、両者の発言を抜粋、補足する。

### 秋成の評
秋成は神代記から天照大御神が照らす範囲、照らさない範囲を探した。そこで「此子光華明彩、照徹於六合之内」、また「又閉天岩戸、而刺許母理坐也、爾高天原皆暗、葦原中国悉闇、因此而常夜往」を例として挙げた。六合は本来、天地四方を指すがこの文では日本を指していると秋成は仮定した。天照大御神が天岩戸に隠れて暗くなったのが葦原中国と名指しされた点からも明らかであると秋成は主張した。
次に秋成は書典はわづかに三千年来の小理にて、取あふましき旨なれは、さし置くべしとして日本と西洋の画論にすすんだ。『鉗狂人』で宣長が貞幹を非難する発言に「書典にのする所。三千年にたらざる内の事にして」とする箇所がある。
ついで世界地図の上に視点をおろした。
秋成は天竺、漢土の日月神話の例を引き「猶文字の通はぬ」国々にも種々の「霊異なる伝説有て、他国の事は不可肯」とした。
それは人情である。しかし
この発言の背景には、日本は海内無比の上国であり、唐、天竺、西欧などの諸国は下国である。『古事記』に登場する日本の神は世界万国共通のものであるという本居宣長の神話論を展開した『馭戎慨言』（1778）に対し、上田秋成が『往々笑解(おうおうしょうかい、と読む説あり。現存せず)』という本を書いて批判した出来事があった。

### 宣長の弁
秋成に対して宣長は頭から居丈高な態度で反論した。
次に、秋成の画論、世界地図に始まった日本を含めた国々の客観的存在、また日本の神話と世界の神話の相対性を指摘する合理的批判にも宣長は正面から否定した。
秋成の相対性を美醜尊卑の価値観で否定した宣長は皇国絶対化志向を続けた。
宣長は見て分かることでも日本はすばらしい国であると例証を挙げた。
では、なぜ秋成はその真理が分からないのか。宣長から見ると、秋成の発言は自分が何者か自覚がないまま筋道の通った言説を用いる。それはうわべだけの道理に動かされて自動的に物事を解釈してしまうメカニズム、漢意そのものなのに本人が分かっていないからである。
秋成が真理を見つけるにはどうしたらいいか。それは道理や観念の働きにより自分自身に「ひがこと」を言わせている点を悟るしかない。ここで一つの例を宣長はあげる。藤原定家による小倉百人一首の巻頭の色紙、それはどこにあるかは知らないが世界に一枚しかない。ここに十人の人が色紙を持っていたとする。当然に本物は一枚で残りは偽物である。これは真の古傳説は一つであるのと同じである。
そう言えば上田氏はこういうでしょう。例え十枚のうち一枚の眞物があっても、十人の所有者は皆自分の色紙が眞物であると主張し、伝来の正しいことを各々言い立てるでしょう。どうやったら眞物を見分けられるのか教えていただきたいと尋ねるでしょう。
宣長から見れば秋成の「自国の人が熱心に自国の神を信じ尊ぶのは当たり前です。言い換えれば、他国の人が他国の神を信じるのも当たり前です。天照大御神が全世界を照らす太陽であるという神話解釈はおかしいのです」という発言は、信じるものがない、真実を見分けられない人間の愚かしいあらわれで「又、なまさかしら心にて、実に信ずへき事をえしらざるひがこと也」という結論になる。
宣長の「いかてか是を直しといはむ」として日の神をめぐる論争は終わった。
両者の論争は宣長の一方的な反駁で終わる。宣長は、秋成の本心は一貫して「何をがな非を見付出して、余か立説をくじかむとする物」であり、そのような秋成は「いといとあはれむへきこと也」とした。また弟子に対しては「上田氏の論いたく道の害となる物」とした。
藤貞幹の著した『衝口発』を宣長が批判したのを発端とし、論争ののち、宣長は『珂刈葭（かがいか）』を、秋成は『安々言（やすみごと）』を著した。